# がんもどき

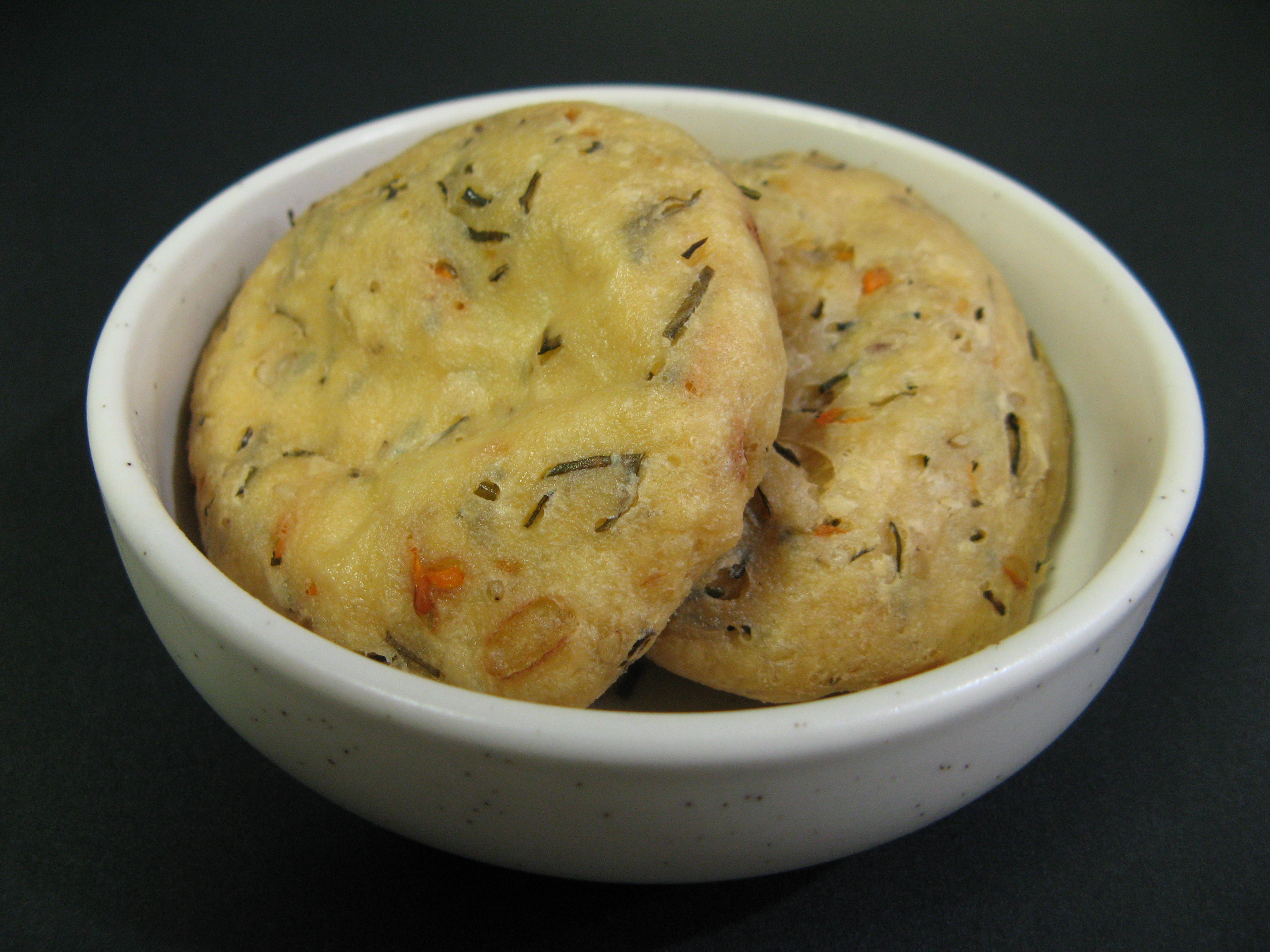
がんもどき

がんもどきは、豆腐をつぶして、ニンジンやレンコン、ゴボウなどと混ぜて、油で揚げた料理。がんもや飛竜頭（ひりょうず）ともよばれる
。
「雁擬き」と字を宛てて表記することもある。

## 解説

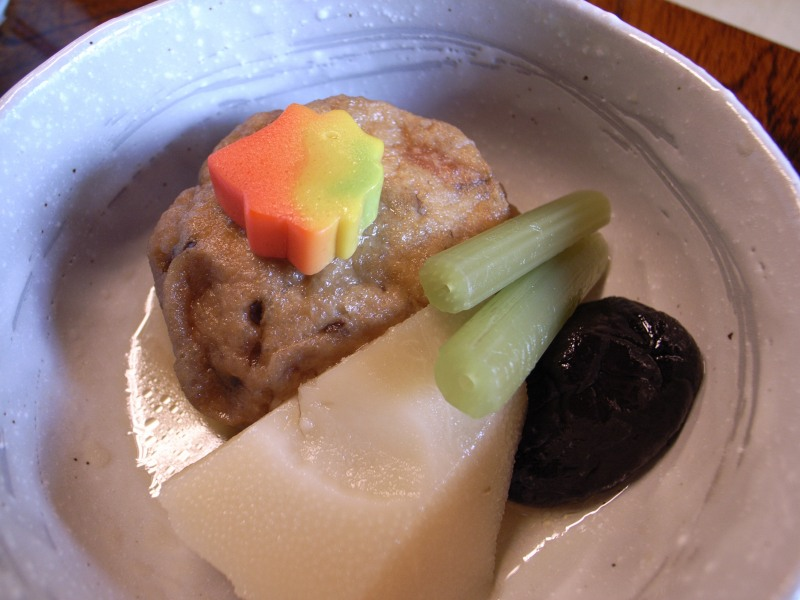
煮付け

肉の代用品として作られたもので、雁の肉に似せて作ったからことからこの名がついた。水切りした豆腐にすったヤマイモと調味料を加えて味を調え、タケノコ・ニンジン・シイタケ（干し椎茸）・ゴボウ・キクラゲ・ギンナンなどを混ぜ合わせて丸く成型し油で揚げたものである。おでんや煮物の具材とされ、精進料理にも用いられる。また普茶料理で大皿に盛りつける笋羮（シュンカン）に用いられる代表的な料理でもある。
江戸時代に書かれた『豆腐百珍』には尋常品として26品が掲載されているが、がんもどきはその一品として「飛龍頭」（ひりょうず）の名で記述がある。ただし、『豆腐百珍』に紹介されているものによると、江戸時代のがんもどきは現代のように豆腐に具材を混ぜ込んで揚げたものではなく饅頭のように豆腐で具材の餡を包んで揚げたものである。

## 飛竜頭

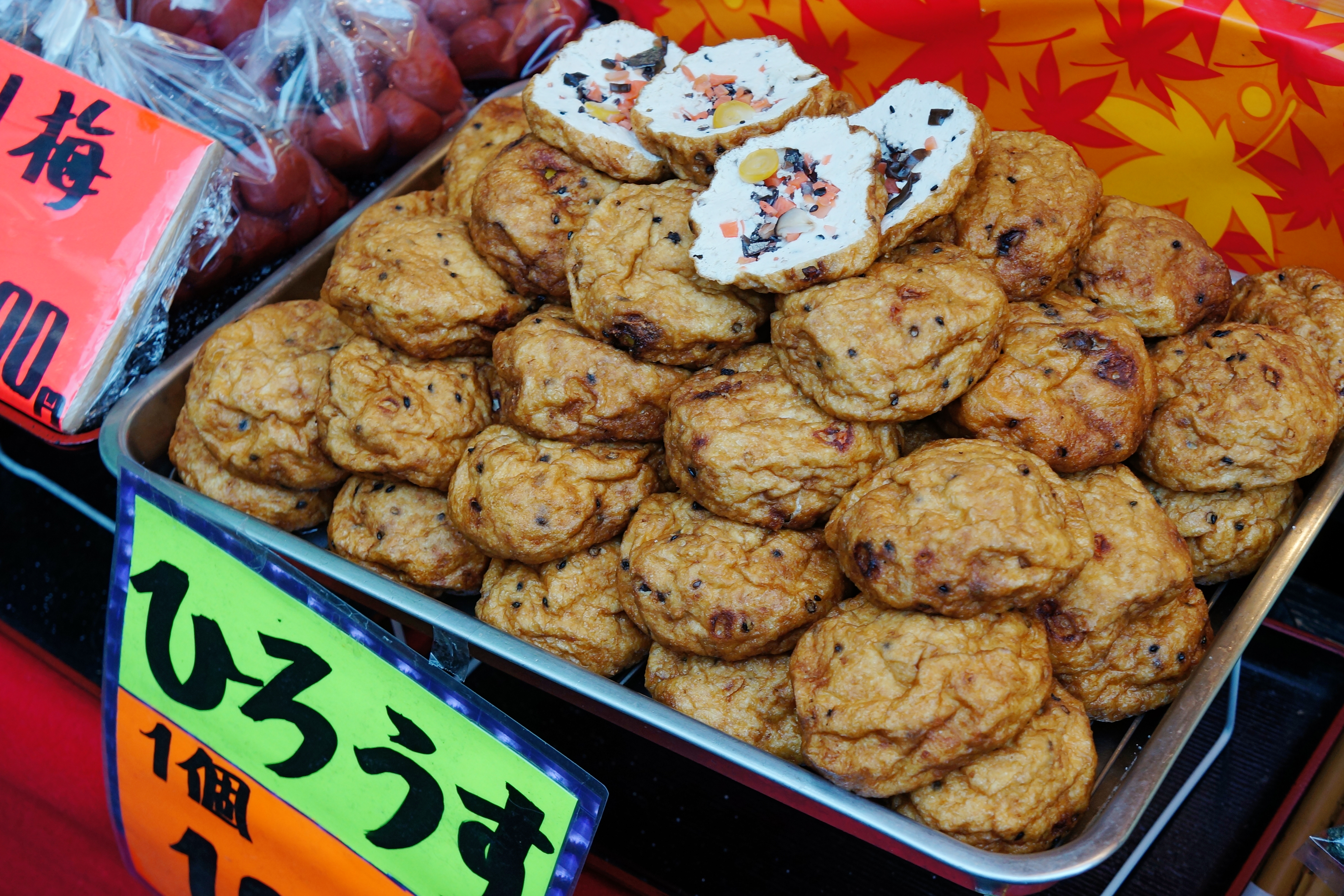
ひろうす

がんもどきを飛竜頭（ひりうず、ひろうす、ひりょうず）と呼ぶこともある。
飛竜頭の語源については、豆腐巻（とうふけん）と呼ばれていた料理がポルトガルのフィリョス（filhós、果物を小麦粉などで包んだお菓子）と調理法が似ていたからという説や生地を熱した油に入れた際に龍の頭が飛んでいるように見えたとする説など諸説ある。
金沢市などでは「ひろず」と称され、特に報恩講などにはニンジンやシイタケ、ゴボウ、ギンナン、レンコンなどが入った四寸（約12cm）ほどの特大の飛竜頭（金沢ひろず、特製ひろず）が供される。